# Neosomatidia
Neosomatidia is een kevergeslacht uit de familie van de boktorren (Cerambycidae). De wetenschappelijke naam van het geslacht werd voor het eerst geldig gepubliceerd in 1978 door Breuning.

## Soorten
Neosomatidia is monotypisch en omvat slechts de volgende soort:
- Neosomatidia bipustulata Breuning, 1978